# Role-based access control
Role-based access control (RBAC), kontrola dostępu oparta na rolach – mechanizm kontroli dostępu w systemach komputerowych. Dla podkreślenia różnicy w stosunku do DAC nazywany również non-discretionary access control.
RBAC polega na zdefiniowaniu tzw. ról (ang. role) dla różnych funkcji w organizacji, z którymi wiąże się określony zakres obowiązków. Poszczególnym rolom są centralnie przydzielane stosowne uprawnienia w systemie informatycznym. Role są przypisywane użytkownikom, przez co uzyskują oni uprawnienia do wykonywania określonych dla tych ról czynności. Użytkownik może posiadać wiele przypisanych ról. Rola może być przypisana wielu użytkownikom.
W odróżnieniu od DAC i MAC nie przypisuje się uprawnień bezpośrednio użytkownikom.
Cechą charakterystyczną RBAC jest określanie ról i uprawnień w taki sposób, aby odzwierciedlały one rzeczywiste funkcje w organizacji.
RBAC sprawdza się szczególnie dobrze tam, gdzie ważne jest stosowanie zasady rozdziału obowiązków (ang. separation of duties). Przykładowo, gdy w celu zapobiegania nadużyciom niektóre operacje wymagają akceptacji dwu niezależnych użytkowników.